# ニューせと
ニューせとは、阪九フェリーが運航していたフェリー。

## 概要
神田造船所川尻工場で建造され、1988年6月26日に就航した。
2003年6月19日、つくしの就航により引退した。
2004年、フィリピンのスーパーフェリーへ売却され、SUPERFERRY 18となった。
2006年、華東海運有限公司（Huadong Ferry）に売却され、ASIA PEARLとなった。
2007年、HUADONG PEARL VIと改名、現在は仁川 - 石島（山東省）航路に就航している。

## 設計
ニューはりまの同型船である。